# Carex melanantha
Carex melanantha är en halvgräsart som beskrevs av Carl Anton von Meyer. Carex melanantha ingår i släktet starrar, och familjen halvgräs.

## Underarter
Arten delas in i följande underarter:
- C. m. melanantha
- C. m. moorcroftii